# Ущин
Ущин (пол. Uszczyn) — село в Польщі, у гміні Сулеюв Пйотрковського повіту Лодзинського воєводства.
Населення — 578 осіб (2011).
У 1975-1998 роках село належало до Пйотрковського воєводства.

## Демографія
Демографічна структура станом на 31 березня 2011 року:
|          | Загалом | Допрацездатний вік | Працездатний вік | Постпрацездатний вік |
| -------- | ------- | ------------------ | ---------------- | -------------------- |
| Чоловіки | 305     | 84                 | 194              | 27                   |
| Жінки    | 273     | 47                 | 174              | 52                   |
| Разом    | 578     | 131                | 368              | 79                   |